# Готшалк
Готшалк (Готшальк, Годшалк, Годескальк; происходит от нем. Gottschalk — «слуга божий»; ок. 1000 — 7 июня 1066) — князь бодричей из династии Наконидов, основатель Вендской державы. Сын Удо, сына Мстивоя.

## Биография

### Юность и месть
Первоначально воспитывался и получал образование в монастыре святого Михаила в Люнебурге, где от настоятеля Годескалька получил христианское имя под которым и вошёл в историю.
В 1028 году после того, как Удо был убит перебежчиком-саксом, Готшалк вернулся на родину и отрёкся от христианства. Гельмольд из Босау пишет в Славянской хронике о том, что Готшалк собрал войско и стал разорять саксонское герцогство.
В 1029—1030 годы:

B стране гользатов и штурмаров и тех, которых называют дитмаршами, ничего не осталось, что бы избежало его руки, кроме известных крепостей Эзего и Бокельдебург; здесь нашло приют некоторое число вооружённых [людей] с женщинами, детьми и имуществом, сохранившимся от разграбления— Гельмольд из Босау. Славянская хроника
В 1030 году он добровольно попал в плен к Бернхарду II Билунгу. Заключив договор с Бернхардом, Готшалк отправился в державу Кнуда Великого.

### Дания и бодричи
На службе Кнуду, его сыновьям и племяннику Готшалк отличился и за него выдали Сигрид, дочь Свена Эстридсена.
При Кнуде и его детях йомские витязи были лояльны Дании, но после того как между Магнусом Добрым и Свеном Эстридсеном началась борьба за Данию, стали её разорять. Магнус Добрый, вступив в союз с Бернхардом Саксонским, совершил поход и в 1043 году разрушил Йомсборг. Князь бодричей Ратибор, пытавшийся помочь крепости, также погиб.
В ответ, воспользовавшись тем, что Магнус уплыл в Данию, сыновья Ратибора разорили всю Ютландию. На обратной дороге (на территории Шлезвига близ современного Люршау) на сыновей Ратибора напало войско Магнуса и его родича Ордульфа Саксонского. В битве, произошедшей 28 сентября 1043 года, погибли все 8 сыновей Ратибора.

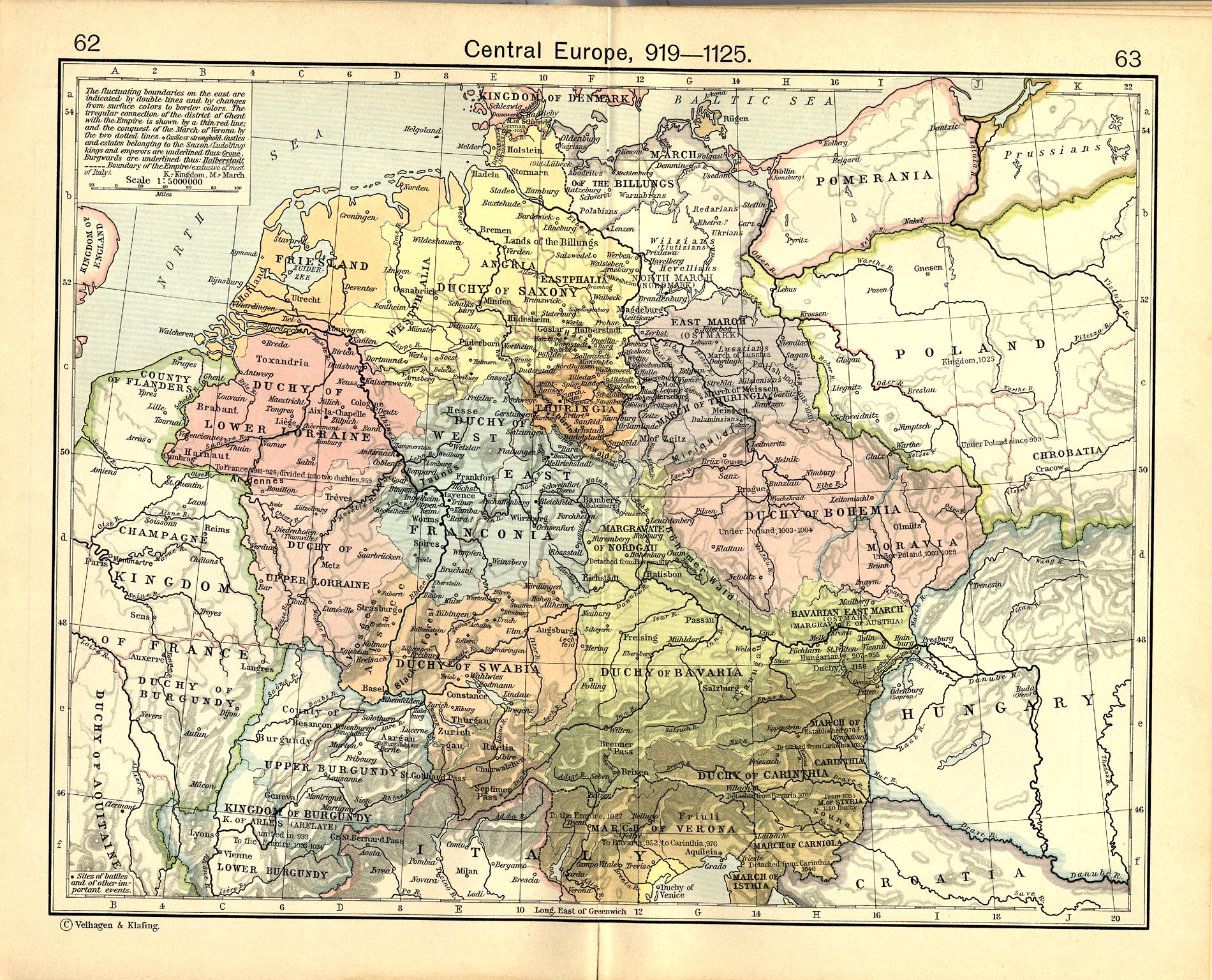
Центральная Европа в 918—1125 годы

Готшалк, пользуясь ослаблением других бодричских партий, вернулся на родину и стал бороться за власть. После того, как ему удалось возглавить бодричей, его власть признали полабские славяне — вагры, глиняне, варны. И все эти племена Готшалк стремился не просто подчинить, но и создать единую державу. Готшалк поддерживал равно хорошие отношения как с герцогом Саксонии Бернхардом II, которому выплачивал дань, так и с архиепископом Бременским Адальбертом.

### Религиозная политика
Готшалк в державе Кнуда изменил своё отношение к религии.
Бодричский князь стремился распространить внутри своей державы христианство. Адальберт Бременский посылал для этого ко двору Готшалка миссионеров. Долгое время после славянского восстания 983 года земли бодричей формально входили в Альденбургскую (Старгардскую) епархию, но епископ проживал далеко от своих бодричских прихожан. Через несколько лет количество христиан во владениях Готшалка возросло настолько, что архиепископ Адальберт разделил Старгардскую епархию на три части, выделив из неё епископства Мекленбургское и Ратиборское (Ратцебургское). В городах (Любице, Старграде, Лучине, Ратиборе) державы Готшалка были открыты женские и мужские монастыри.

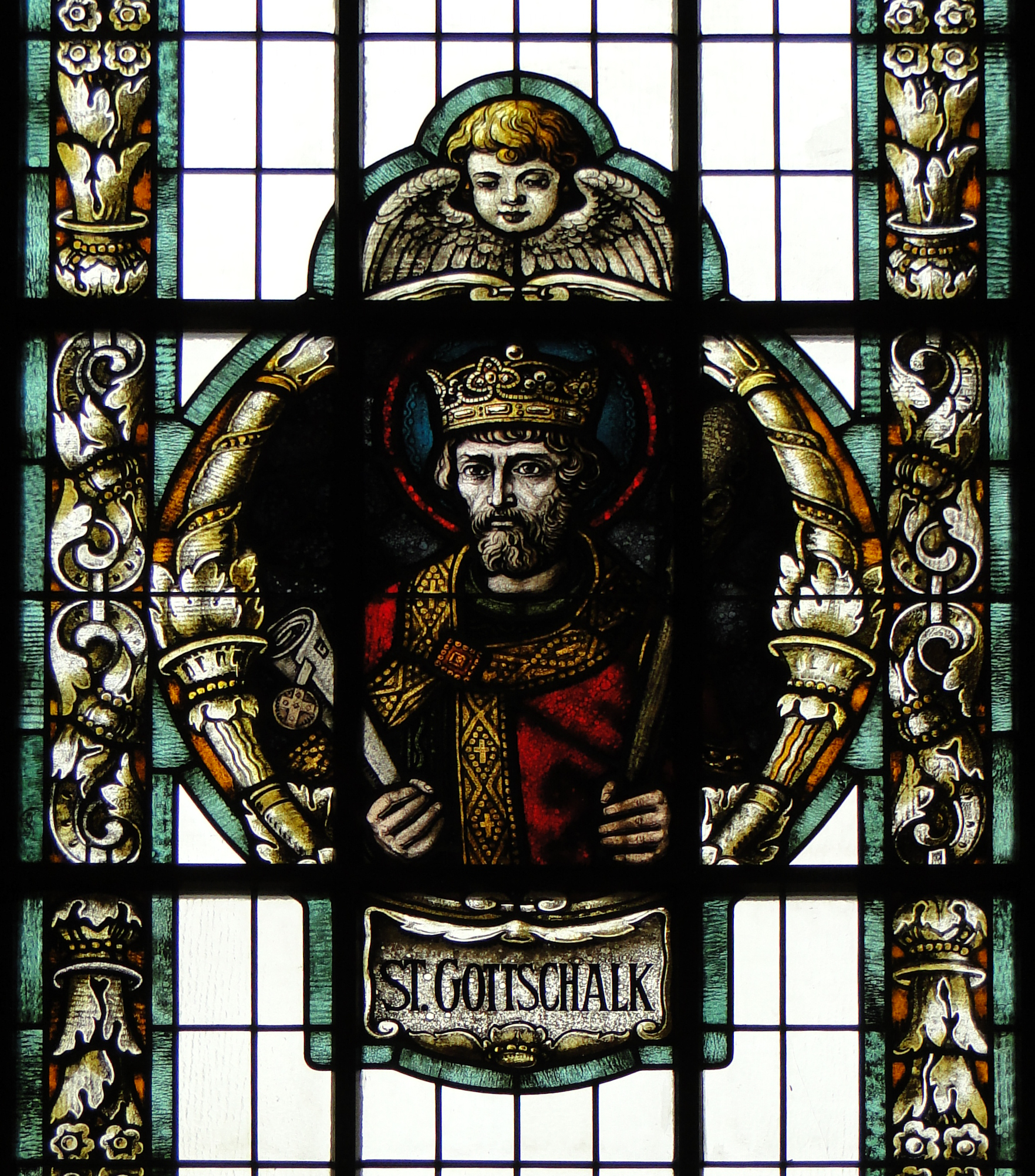
Изображение Готшалка в, построенной в XVIII веке

Так как распространение христианства привело к созданию в державе института церкви, к введению церковной подати, наступлением на обычаи предков, выплата дани саксам это вызвало недовольство среди части населения. Лидером недовольных стал шурин Готшалка — Плусо (Блюссо).

### Величие и смерть
Держава Готшалка граничила с союзом лютических племён (доленчане, ратари, хижане, черезпеняне, гавеляне и спревяне). Долгое время лютичи жили мирно, но в середине 1050-х внутри союза началась борьба за первенство и проигравшая сторона (доленчане и ратари) в 1057 году к себе на помощь призвала Готшалка, Бернхарда II Саксонского и Свена Датского. Хижане и черезпеняне проиграли и должны были заплатить крупный штраф — 15 000 марок, вошли в державу Готшалка (восточная граница которой достигла реки Пены).
Недовольные Готшалком восстали и убили его 7 июня 1066 года в городе Лучин. Также были убиты и миссионеры. Вдова Готшалка Сигрид и её дамы нагими были изгнаны из Велиграда (Мекленбурга), после чего она вместе с сыном Генрихом убежала к своему отцу Свену Эстридсону в Данию. Гельмонд утверждал, что славян, уничтоживших Хедебю (Шлезвиг) и сжёгших Гамбург, возглавил Блюссо, муж сестры Готшалка.

Старший сын Готшалка Будивой попытался вернуть себе трон отца, но погиб в борьбе с Крутым.

Позже Готшалк был признан святым и стал почитаться 7 июня в церквях северной Европы.

### Семья
Готшалк был женат дважды. 

От неизвестной у него был сын
- Будивой (Бутуй), князь бодричей (погиб в 1071 или 1075)

От Сигрид, дочери Свена Эстридсона
- Генрих (ок. 1059—1126/1127), князь бодричей в 1093—1126/1127